# Tsuguharu Foujita
Tsuguharu Foujita (藤田 嗣治 Fujita Tsuguharu?) (Edogawa, Tokio; 1886 - Zúrich, Suiza; 1968), bautizado de adulto como Léonard Foujita, fue un pintor japonés nacionalizado francés. El cambio de su nombre de pila se debió a que en 1959 se convirtió al catolicismo.
Se suele vincular a Foujita a la Escuela de París, aunque desarrolló un estilo personal, aplicando técnicas de pintura japonesa a temas y estilos occidentales. Fue receptivo a las influencias del impresionismo y el simbolismo. Dio más valor a la línea que al volumen: siluetas estilizadas, sombras y relieves simplificados, y una paleta clara aplicada en capas finas. Su conexión con Amedeo Modigliani explica que fuese uno de los artistas incluidos en la exposición Modigliani y su tiempo, abierta en el Museo Thyssen-Bornemisza en 2008.

## Biografía
Nació en Tokio con el nombre de Tsuguharu Fujita. Se graduó en la Universidad Nacional de Bellas Artes y Música de Tokio en 1910, y en 1913 se divorció y se trasladó a París. Debuta en una exposición individual en 1917, mismo año en que se casa con la modelo Fernande Barrey, con quien estuvo casado por un período breve. Participó en el Salón de otoño de 1922, en donde tuvo un gran éxito.
En 1924 fue nombrado miembro de la Academia de Artes de Tokio, aunque no retornará a su país hasta cinco años después, con una exposición de gran éxito. En 1932 visitó Cuba, invitado por Alejo Carpentier, país en el que realiza 33 dibujos y pinturas que expone en el Lyceum de La Habana. Tras su visita, se traslada a Japón, donde pinta diversos murales por encargo. 
Retorna a París en 1939-40, pero vivirá la mayor parte de la Segunda Guerra Mundial en su país. Pinta diversas obras sobre el conflicto, como El último día de Singapur (1942, Museo de Arte Moderno de Tokio). 
Después de un período en Estados Unidos, en 1950 se instala nuevamente en París y adquiere la nacionalidad francesa. En 1959 se convierte al catolicismo y es bautizado con el nombre de Léonard.  
En sus últimos años decoró la capilla Notre-Dame-de-la-Paix de Reims, o capilla Foujita (comenzada en 1965, terminada en 1966).
Junto a su actividad pictórica, desarrolló una labor bastante amplia como ilustrador; así, en 1928 se publicó una edición de Les aventures du roi Pausole, de Pierre Louys, con xilografías de este artista.